# 콜레인구

콜레인 구의 위치

콜레인구(영어: Coleraine Borough, 아일랜드어: Buirg Chúil Raithin)는 2015년까지 존재했던 북아일랜드의 옛 구였다. 행정 중심지는 콜레인이며 면적은 486km2, 인구는 56,800명(2010년 기준), 인구 밀도는 117명/km2이다.

## 구 정보
- 행정 중심지: 콜레인
- 면적: 486km2
- 인구: 56,800명 (2010년 기준)
- 인구 밀도: 117명/km2
- ISO 3166-2 코드: GB-CLR
- ONS 코드: 95C
- 종교 분포: 천주교 27.2%, 개신교 69.4%